# Capital Europea del Deporte
El título de Capital Europea del Deporte es un reconocimiento que otorga anualmente la Asociación Europea de Capitales y Ciudades del Deporte (ACES Europe) desde 2001 a las ciudades que destacan con proyectos que siguen los principios éticos del deporte. Pueden solicitar el título las ciudades del continente europeo que sean capitales de estado o que tengan al menos 500.000 habitantes. La ciudad ganadora se compromete, durante el año del premio, a organizar al menos 36 eventos deportivos de notable importancia nacional e internacional.
ACES Europe es una asociación sin ánimo de lucro creada en 1999 con sede en Bruselas que desde 2001 entrega anualmente los reconocimientos de Capital, Ciudad, Comunidad y Villa Europea del Deporte.

## Lista de Capitales Europeas del Deporte
| Año  | Ciudad     | País            |
| ---- | ---------- | --------------- |
| 2001 | Madrid     | España          |
| 2002 | Estocolmo  | Suecia          |
| 2003 | Glasgow    | Reino Unido     |
| 2004 | Alicante   | España          |
| 2005 | Róterdam   | Países Bajos    |
| 2006 | Copenhague | Dinamarca       |
| 2007 | Stuttgart  | Alemania        |
| 2008 | Varsovia   | Polonia         |
| 2009 | Milán      | Italia          |
| 2010 | Dublín     | Irlanda         |
| 2011 | Valencia   | España          |
| 2012 | Estambul   | Turquía         |
| 2013 | Amberes    | Bélgica         |
| 2014 | Cardiff    | Reino Unido     |
| 2015 | Turín      | Italia          |
| 2016 | Praga      | República Checa |
| 2017 | Marsella   | Francia         |
| 2018 | Sofía      | Bulgaria        |
| 2019 | Budapest   | Hungría         |
| 2020 | Málaga     | España          |
| 2021 | Lisboa     | Portugal        |
| 2022 | La Haya    | Países Bajos    |
| 2023 | Glasgow    | Reino Unido     |
| 2024 | Génova     | Italia          |
| 2025 | Tallin     | Estonia         |
| 2026 | Nápoles    | Italia          |
| 2027 | Zaragoza   | España          |

### Palmarés de países que han sido sede de la Capital Europea del Deporte
| País            | Veces anfitrión |
| --------------- | --------------- |
| España          | 5               |
| Italia          | 4               |
| Reino Unido     | 3               |
| Países Bajos    | 2               |
| Suecia          | 1               |
| Dinamarca       | 1               |
| Alemania        | 1               |
| Polonia         | 1               |
| Irlanda         | 1               |
| Turquía         | 1               |
| Bélgica         | 1               |
| República Checa | 1               |
| Francia         | 1               |
| Bulgaria        | 1               |
| Hungría         | 1               |
| Portugal        | 1               |
| Estonia         | 1               |